# Калеутин, Сергей Геннадьевич
Сергей Геннадьевич Калеутин (20 июня 1986) — киргизский и российский футболист, нападающий.

## Биография
Выступал в чемпионате Кыргызстана за клубы «Абдыш-Ата» Кант (2003—2004, 2009—2010, 2012), «Шер» Бишкек (2007), «Авиатор-ААЛ» Бишкек (2007), «Дордой» Бишкек (2012—2013), первой лиге Казахстана за «Жамбыл» Тараз (2006), первенстве ПФЛ России за «Астрахань» (2011, 2014, 2016) и «Дружбу» Майкоп (2015).
В 2009—2010 годах провёл пять официальных игр за сборную Кыргызстана и одну неофициальную. В 2010 году также выступал за олимпийскую сборную на Азиатских играх, в качестве одного из трёх футболистов старше 23 лет, сыграл 3 матча.
С 2017 года — игрок мини-футбольного клуба «Волгарь» Астрахань.
Игрок любительского ФК «Астрахань». Тренер в СК «Астрахань».